# Anja Steidinger
Anja Steidinger (geboren 1972 in Westberlin) ist eine deutsche Künstlerin, Medienpädagogin und Hochschullehrerin. Sie ist seit 2020 Professorin für Kunstpädagogik an der HFBK Hamburg und Mitherausgeberin der Publikationsreihe para-educational papers.

## Ausbildung
Steidinger studierte Bildende Kunst an der Kunsthochschule in Hamburg (HFBK) bei KP Brehmer und bei Pia Stadtbäumer.
2013 promovierte Steidinger in Barcelona an der Universität Barcelona (UB) zu künstlerischen und kollektiven Selbstrepräsentationen.

## Werk
Nach dem Studium, im Kontext der spanischen Wirtschaftskrise, gründete sie 2007 zusammen mit Leónidas Martín Saura, Oriana Eliçabe, Elena Fraj, Jesús Cuadra und Daniel Bobadilla das Künstlerkollektiv Enmedio in Barcelona. Enmedio erhielt durch die künstlerischen Interventionen mit der spanischen Bewegung Recht auf Stadt (PAH) in Barcelona international Aufmerksamkeit.
Als Duo für künstlerische Filmvermittlung gründete sie zusammen mit Raquel Muñoz García 2014 das Projekt La maleta del Cine, das sich zu Themen wie Rassismus, Postkolonialität und soziale Ungerechtigkeit in der Stadt positioniert. In Workshops experimentieren Kinder und Jugendliche mit performativen, technischen und räumlichen Praktiken und stellen Filme selbst her. Dabei werden Sprecherpositionen, Aufgaben und Technologien des Filme-Machens gelernt und ausprobiert. In dem Film Quien era Valerie Powles? der Serie Mi barrio es un mundo erarbeiteten Kinder audiovisuelle Formen des Erinnerns an die Stadtteilaktivistin Valerie Powles in dem Stadtteil Poble Sec.
2022 ist sie mit Nora Sternfeld und Julia Stolba Gründerin von INGLAM gewesen. Der Name steht für Inglourious Art Mediators und nimmt Bezug auf Tarantinos Film Inglourious Basterds von 2012. INGLAM ist eine Band für Lecture Performances, die mit gesprochenem Wort, Performance, projizierten Filmbild und Soundcollagen Forschungsansätze künstlerisch aufführt. „INGLAM versteht sich als antifaschistische Lecture Performance Band.“ Steidinger hat in den letzten 20 Jahren sowohl einzeln als auch in Kollektiven gearbeitet. Sie geht Allianzen mit Experten aus unterschiedlichen Berufen ein und probiert neue Formen kollektiver Wissensproduktionen und Handlungsmöglichkeiten aus.
Sie publiziert zu künstlerischen und pädagogischen Themen; zu kollektiver Kunstproduktion, Kritik, Film und Digitalität. Sie hat mit zahlreichen internationalen und translokalen Institutionen kooperiert, etwa dem Metropolis Kino Hamburg (2023), der documenta fifteen (2022), Goethe-Institut Barcelona, dem Centre cultural El Carme (Badalona 2014, Terrassa 2016), Seoul Art Space Geumcheon (Südkorea 2012), Aberdeens Art Center (Schottland 2009).

In ihrem Buch Unbehagen. Selbst-Repräsentationen von Krisen (Metzel Verlag, ehemals Silke Schreiber, München 2015) untersucht Steidinger künstlerische Selbst-Repräsentationen von „Unbehagen“ und stellt ästhetische und soziale Praktiken in der Kunst und dem kreativen Aktivismus vor. Ausgangspunkt ist die Frage 
„Wie lässt sich ‚gesellschaftliches Unbehagen‘ und Krisen in der postfordistischen Gesellschaft mithilfe von Performance, neuen Kommunikations- und Bildtechnologien individuell oder kollektiv sichtbar machen?“
Daran anschließend werden künstlerische Ausdrucksformen der Selbst-Repräsentation vom Ende des 19. Jahrhunderts (Arbeiterautobiografie) bis in die Gegenwart (soziale Bewegungen) als widerständige Praxen skizziert und aufgezeigt, wie kritische Öffentlichkeiten und neue gemeinschaftliche Handlungsräume gebildet werden können.

## Kuratorische Projekte und Moderation (Auswahl)
- Künstlerisches Konzept / Umsetzung / Moderation Veranstaltungen Goethe-Institut BCN, Buen Vivir Das gute Leben, 2015.
- Right to move. Von Außen- und Innengrenzen über Kollaborationen bis hin zu Fluchtlinien und Perspektiven, 2016.
- Organisation und Festivalleitung, Enmedio How to End Evil San Sebastian / Barcelona 2016.
- Ausstellungsorganisation feld für kunst e.V.

## Publikationen (Auswahl)
- Commoning Voices. Operatives Radio- und Videomachen als ungeheures Mehrfach-Kanalsystem, in: Hgs. Gregoire Roussau und Nora Sternfeld (2024) »Radio as radical education«, presentation miss read / savvy contemporary, Oktober 2024.
- Build Up What Builds You Up! On The Desert Lives by Oliver Ressler, gem. mit Nora Sternfeld (2023) in: Oliver Ressler: Barricading the Ice Sheets, Walther König, ISBN 978-3-7533-0485-4.
- Whose Web is the Web? Notes on the Exhibition, gem. mit Nora Sternfeld (2023): »The Educational Web« Kunstverein in Hamburg für e-flux, 2023.
- Valerie Powles und die Seefrauen_Parade. Künstlerische und kollektive Organisation narrativer Strukturen von Genderwissen, in:FKW // Zeitschrift für Geschlechterforschung und visuelle Kultur. Nr. 72, 24. Februar 2023, ISSN 2197-6910, doi: 10.57871/fkw7220231668 (fkw-journal.de).
- Künstlerische Intervention (Interventionskunst/kreativer Aktivismus) gem. mit Olaf Berg (2016): PERIPHERIE 3-2016 (Heft 144) | Politik mit Kunst.
- Unbehagen. Selbst-Repräsentationen von Krisen: No nos representan, Anja Steidinger (2015) EDITION METZEL, München 2015, ISBN 978-3-88960-145-2.
- Academy Commons: A Net-tool for Connecting Spaces of Research and Knowledge Production, gem. mit Octavi Comerón und Nicolas Malevé, in: Maarten Simons, Mathias Decuypere, Joris Vlieghe und Jan Masschelein (Ed.): Curating the European University Exposition and Public Debate, Leuven: Leuven University Press 2012, ISBN 978-90-5867-874-4.
- No nos representan, in: Wolf Wetzel (Hg.): Aufstand in den Städten. Krise, Proteste, Strategien. Münster: Unrast Verlag 2012, ISBN 978-3-89771-522-6.

### Interviews
- TV3, tot un món: Enmedio, entre l'activisme i l'art
- HFBK Hamburg: Im Gespräch mit/Talking to Anja Steidinger, Prof. für Kunstpädagogik / Lehramt Grundschule, auf youtube.com